# Marie-Sybille de Nassau-Sarrebruck
 (novembre 2017).
Si vous disposez d'ouvrages ou d'articles de référence ou si vous connaissez des sites web de qualité traitant du thème abordé ici, merci de compléter l'article en donnant les références utiles à sa vérifiabilité et en les liant à la section « Notes et références ».
Marie-Sybille de Nassau-Sarrebruck (en allemand Marie Sibylle von Nassau-Saarbrücken) est née à Sarrebruck (comté de Nassau-Sarrebruck) le 6 octobre 1628 et meurt à Alverdissen le 9 avril 1699. Elle est une noble allemande, fille du comte Guillaume de Nassau-Sarrebruck (1590-1640) et d'Anne-Amélie de Bade-Durlach (1595-1651).

## Mariage et descendance
Le 12 avril 1651, elle se marie à Beck avec Auguste-Philippe de Schleswig-Holstein-Sonderbourg-Beck (1612-1675), fils du duc Alexandre de Schleswig-Holstein-Sonderbourg (1573-1627) et de Dorothée de Schwarzbourg-Sondershausen (1579-1639). De ce mariage naissent 10 enfants :
- Auguste de Schleswig-Holstein-Sonderbourg-Beck (1652-tué en 1689), duc de Schleswig-Holstein-Sonderbourg-Beck, en 1676, il épouse Hedwige de Lippe-Alverdissen (1650-1731), (fille du comte Philippe de Lippe-Alverdissen), deux enfants sont nés dont Frédéric Guillaume Ier de Schleswig-Holstein-Sonderbourg-Beck)
- Frédéric Louis de Schleswig-Holstein-Sonderbourg-Beck, duc de Schleswig-Holstein-Sonderbourg-Beck
- Dorothée de Schleswig-Holstein-Sonderbourg-Beck (1656-1739), en 1686, elle épouse le comte Philippe de Lippe-Alverdissen (†1723)
- Sophie de Schleswig-Holstein-Sonderbourg-Beck (1658-1744)
- Wilhelmine de Schleswig-Holstein-Sonderbourg-Beck (1656-1656)
- Louise de Schleswig-Holstein-Sonderbourg-Beck (1662-1729)
- Maximilien de Schleswig-Holstein-Sonderbourg-Beck (1664-1692)
- Antoine de Schleswig-Holstein-Sonderbourg-Beck (1666-1744)
- Ernest de Schleswig-Holstein-Sonderbourg-Beck (1668-1695), en 1693, il épouse Christine von Prösing (†1696)
- Charles de Schleswig-Holstein-Sonderbourg-Beck (1672-).